# خشم انفجاری
خشم انفجاری (انگلیسی: Rage) خشمی شدید و غیرقابل کنترل است که مرتبه‌ای بالاتر از واکنش خصمانه به آسیب یا